# Ліга націй УЄФА 2024—2025 (Ліга A)
Ліга націй УЄФА 2024—2025 — Ліга A (англ. 2024–25 UEFA Nations League A) — вищий дивізіон Ліги націй УЄФА 2024—2025, що проходить у 2024—2025 роках за участю чоловічих збірних команд 16 членів асоціацій УЄФА. Груповий етап проходив з 5 вересня по 19 листопада 2024 року, а в червні 2025 року відбуватиметься фінал чотирьох, в якому визначать переможця турніру.

## Формат
16 команд (місця з 1 по 16 в списку учасників Ліги націй 2024—25) будуть поділені на 4 групи по 4 команди кожна. Кожна команда грає 6 матчів (вдома та на виїзді з кожною командою в своїй групі). Команди грають подвійні тури (по 2 матчі поспіль) у вересні, жовтні та листопаді. Переможець та друге місце кожної групи проходить до Фіналу чотирьох, а команди, що посіли 3-є місце вони грають плей-оф з 2-и місцями Ліги В, а ті що посіли 4-е місце, вилітають до Ліги B Ліги націй 2024-25.
Переможці чотирьох груп потраплять до груп кваліфікації Євро-2028, що складаються з 5-и команд (щоб учасники мали час для матчів Фіналу чотирьох).

## Учасники

### Зміни в списку учасників
Після сезону 2020–21 в Лізі A відбулися наступні зміни:
| З Ліги B (підвищення)                                 |
| ----------------------------------------------------- |
| - Боснія і Герцеговина - Ізраїль - Шотландія - Сербія |

| До Ліги B (пониження)              |
| ---------------------------------- |
| - Австрія - Чехія - Англія - Уельс |

### Жеребкування
Для жеребкування команди було поділено на кошики на основі загального рейтингу Ліги націй 2022-23.
| Збірна                    | Рейт |
| ------------------------- | ---- |
| Іспанія (Минулий чемпіон) | 1    |
| Хорватія                  | 2    |
| Італія                    | 3    |
| Нідерланди                | 4    |

| Збірна     | Рейт |
| ---------- | ---- |
| Данія      | 5    |
| Португалія | 6    |
| Бельгія    | 7    |
| Угорщина   | 8    |

| Збірна    | Рейт |
| --------- | ---- |
| Швейцарія | 9    |
| Німеччина | 10   |
| Польща    | 11   |
| Франція   | 12   |

| Збірна               | Рейт |
| -------------------- | ---- |
| Ізраїль              | 13   |
| Боснія і Герцеговина | 14   |
| Сербія               | 15   |
| Шотландія            | 16   |

## Групи

### Група 1
| Поз | Команда    | І | В | Н | П | ГЗ | ГП | РГ | О  | Кваліфікація або пониження |  | Португалія | Хорватія | Шотландія | Польща |
| --- | ---------- | - | - | - | - | -- | -- | -- | -- | -------------------------- |  | ---------- | -------- | --------- | ------ |
| 1   | Португалія | 6 | 4 | 2 | 0 | 12 | 4  | +8 | 14 | Вихід у чвертьфінал        |  | —          | 2–1      | 2–1       | 5–1    |
| 2   | Хорватія   | 6 | 2 | 2 | 2 | 8  | 8  | 0  | 8  | Вихід у чвертьфінал        |  | 1–1        | —        | 2–1       | 1–0    |
| 3   | Шотландія  | 6 | 2 | 1 | 3 | 7  | 8  | −1 | 7  | Плей-оф пониження          |  | 0–0        | 1–0      | —         | 2–3    |
| 4   | Польща     | 6 | 1 | 1 | 4 | 9  | 16 | −7 | 4  | Виліт в Лігу B             |  | 1–3        | 3–3      | 1–2       | —      |

| 5 вересня 2024 20:45 (19:45 UTC+1) |

| Португалія              | 2–1      | Хорватія        |
| ----------------------- | -------- | --------------- |
| - Дало 7' - Роналду 34' | Протокол | - Дало 41' (аг) |

| Да Луж, Лісабон Глядачів: 57 675 Арбітр: Халіл Умут Мелер (Туреччина) |

| 5 вересня 2024 20:45 (19:45 UTC+1) |

| Шотландія                     | 2–3      | Польща                                                                  |
| ----------------------------- | -------- | ----------------------------------------------------------------------- |
| - Гілмор 46' - Мактоміней 76' | Протокол | - С. Шиманський 8' - Левандовський 44' (пен.) - Залевський 90+7' (пен.) |

| Гемпден-Парк, Глазго Глядачів: 46 356 Арбітр: Гленн Нюберг (Швеція) |

| 8 вересня 2024 20:45 |

| Хорватія     | 1–0      | Польща |
| ------------ | -------- | ------ |
| - Модрич 52' | Протокол |        |

| Опус Арена, Осієк Глядачів: 12 612 Арбітр: Франсуа Летексьє (Франція) |

| 8 вересня 2024 20:45 (19:45 UTC+1) |

| Португалія                    | 2–1      | Шотландія       |
| ----------------------------- | -------- | --------------- |
| - Фернандіш 54' - Роналду 88' | Протокол | - Мактоміней 7' |

| Да Луж, Лісабон Глядачів: 59 894 Арбітр: Мауріціо Маріані (Італія) |

| 12 жовтня 2024 18:00 |

| Хорватія                       | 2–1      | Шотландія    |
| ------------------------------ | -------- | ------------ |
| - Матанович 36' - Крамарич 70' | Протокол | - Крісті 33' |

| Максимир, Загреб Глядачів: 21 702 Арбітр: Іштван Ковач (Румунія) |

| 12 жовтня 2024 20:45 |

| Польща           | 1–3      | Португалія                                    |
| ---------------- | -------- | --------------------------------------------- |
| - Зелінський 78' | Протокол | - Сілва 26' - Роналду 37' - Беднарек 88' (аг) |

| Національний стадіон, Варшава Глядачів: 56 854 Арбітр: Сердар Гезюбююк (Нідерланди) |

| 15 жовтня 2024 20:45 |

| Польща                                            | 3–3      | Хорватія                                 |
| ------------------------------------------------- | -------- | ---------------------------------------- |
| - Зелінський 5' - Залевський 45' - Шиманський 68' | Протокол | - Соса 19' - П. Сучич 24' - Батурина 26' |

| Національний стадіон, Варшава Арбітр: Алехандро Ернандес Ернандес (Іспанія) |

| 15 жовтня 2024 20:45 (19:45 UTC+1) |

| Шотландія | 0–0      | Португалія |
| --------- | -------- | ---------- |
|           | Протокол |            |

| Гемпден-Парк, Глазго Арбітр: Лоуренс Віссер (Бельгія) |

| 15 листопада 2024 20:45 (19:45 UTC+0) |

| Португалія                                                      | 5–1      | Польща       |
| --------------------------------------------------------------- | -------- | ------------ |
| - Леао 59' - Роналду 72' (пен.), 87' - Фернандіш 80' - Нету 83' | Протокол | - Марчук 88' |

| Драгау, Порту Глядачів: 47 239 Арбітр: Донатас Румшас (Литва) |

| 15 листопада 2024 20:45 (19:45 UTC+0) |

| Шотландія     | 1–0      | Хорватія |
| ------------- | -------- | -------- |
| - Макгінн 86' | Протокол |          |

| Гемпден-Парк, Глазго Глядачів: 48 810 Арбітр: Орель Грінфельд (Ізраїль) |

| 18 листопада 2024 20:45 |

| Польща              | 1–2      | Шотландія                      |
| ------------------- | -------- | ------------------------------ |
| - Пйонтковський 59' | Протокол | - Макгінн 3' - Робертсон 90+3' |

| Національний стадіон, Варшава Глядачів: 55 433 Арбітр: Крістіан Дінгерт (Німеччина) |

| 18 листопада 2024 20:45 |

| Хорватія       | 1–1      | Португалія   |
| -------------- | -------- | ------------ |
| - Гвардіол 65' | Протокол | - Фелікс 33' |

| Полюд, Спліт Глядачів: 33 386 Арбітр: Давіде Масса (Італія) |

### Група 2
| Поз | Команда | І | В | Н | П | ГЗ | ГП | РГ | О  | Кваліфікація або пониження |  | Франція | Італія | Бельгія | Ізраїль |
| --- | ------- | - | - | - | - | -- | -- | -- | -- | -------------------------- |  | ------- | ------ | ------- | ------- |
| 1   | Франція | 6 | 4 | 1 | 1 | 12 | 6  | +6 | 13 | Вихід у чвертьфінал        |  | —       | 1–3    | 2–0     | 0–0     |
| 2   | Італія  | 6 | 4 | 1 | 1 | 13 | 8  | +5 | 13 | Вихід у чвертьфінал        |  | 1–3     | —      | 2–2     | 4–1     |
| 3   | Бельгія | 6 | 1 | 1 | 4 | 6  | 9  | −3 | 4  | Плей-оф пониження          |  | 1–2     | 0–1    | —       | 3–1     |
| 4   | Ізраїль | 6 | 1 | 1 | 4 | 5  | 13 | −8 | 4  | Виліт в Лігу B             |  | 1–4     | 1–2    | 1–0     | —       |

1. 1 2  Загальна різниця голів: Франція +6, Італія +5.
2. 1 2  Різниця голів в очних матчах: Бельгія +1, Ізраїль –1.

| 6 вересня 2024 20:45 |

| Бельгія                                    | 3–1      | Ізраїль            |
| ------------------------------------------ | -------- | ------------------ |
| - Де Брейне 21', 52' (пен.) - Тілеманс 48' | Протокол | - Кастань 36' (аг) |

| Надьєрдеї, Дебрецен (Угорщина) Глядачів: 0 Арбітр: Майкл Олівер (Англія) |

| 6 вересня 2024 20:45 |

| Франція      | 1–3      | Італія                                       |
| ------------ | -------- | -------------------------------------------- |
| - Баркола 1' | Протокол | - Дімарко 30' - Фраттезі 51' - Распадорі 74' |

| Парк-де-Пренс, Париж Глядачів: 44 956 Арбітр: Сандро Шерер (Швейцарія) |

| 9 вересня 2024 20:45 |

| Франція                        | 2–0      | Бельгія |
| ------------------------------ | -------- | ------- |
| - Коло Муані 29' - Дембеле 57' | Протокол |         |

| Парк-Олімпік-Ліонне, Десін-Шарп'є Глядачів: 42 358 Арбітр: Тобіас Штілер (Німеччина) |

| 9 вересня 2024 20:45 |

| Ізраїль        | 1–2      | Італія                   |
| -------------- | -------- | ------------------------ |
| - Абу-Фані 90' | Протокол | - Фраттезі 38' - Кен 62' |

| Стадіон імені Божика, Будапешт (Угорщина) Глядачів: 2 090 Арбітр: Іван Кружляк (Словаччина) |

| 10 жовтня 2024 20:45 |

| Ізраїль          | 1–4      | Франція                                                 |
| ---------------- | -------- | ------------------------------------------------------- |
| - Гандельман 24' | Протокол | - Камавінга 7' - Нкунку 28' - Гендузі 87' - Баркола 89' |

| Стадіон імені Божика, Будапешт (Угорщина) Глядачів: 2 226 Арбітр: Никола Дабанович (Чорногорія) |

| 10 жовтня 2024 20:45 |

| Італія                     | 2–2      | Бельгія                       |
| -------------------------- | -------- | ----------------------------- |
| - Камб'язо 1' - Ретегі 24' | Протокол | - Де Кейпер 42' - Троссар 61' |

| Олімпійський стадіон, Рим Глядачів: 44 297 Арбітр: Еспен Ескос (Норвегія) |

| 14 жовтня 2024 20:45 |

| Бельгія        | 1–2      | Франція                      |
| -------------- | -------- | ---------------------------- |
| - Опенда 45+3' | Протокол | - Коло Муані 35' (пен.), 62' |

| Стадіон імені короля Бодуена, Брюссель Глядачів: 39 731 Арбітр: Ірфан Пельто (Боснія і Герцеговина) |

| 14 жовтня 2024 20:45 |

| Італія                                                   | 4–1      | Ізраїль        |
| -------------------------------------------------------- | -------- | -------------- |
| - Ретегі 41' (пен.) - Ді Лоренцо 54', 79' - Фраттезі 72' | Протокол | - Абу-Фані 66' |

| Стадіо Фріулі, Удіне Глядачів: 11 700 Арбітр: Рікардо де Бургос (Іспанія) |

| 14 листопада 2024 20:45 |

| Бельгія | 0–1      | Італія       |
| ------- | -------- | ------------ |
|         | Протокол | - Тоналі 11' |

| Стадіон імені короля Бодуена, Брюссель Глядачів: 41 367 Арбітр: Раду Петреску (Румунія) |

| 14 листопада 2024 20:45 |

| Франція | 0–0      | Ізраїль |
| ------- | -------- | ------- |
|         | Протокол |         |

| Стад-де-Франс, Сен-Дені Глядачів: 16 611 Арбітр: Тобіас Штілер (Німеччина) |

| 17 листопада 2024 20:45 |

| Ізраїль   | 1–0      | Бельгія |
| --------- | -------- | ------- |
| - Шуа 86' | Протокол |         |

| Стадіон імені Божика, Будапешт (Угорщина) Глядачів: 675 Арбітр: Себастьян Гісхамер (Австрія) |

| 17 листопада 2024 20:45 |

| Італія         | 1–3      | Франція                            |
| -------------- | -------- | ---------------------------------- |
| - Камб'язо 35' | Протокол | - Рабйо 2', 65' - Вікаріо 33' (аг) |

| Сан-Сіро, Мілан Глядачів: 68 158 Арбітр: Славко Винчич (Словенія) |

### Група 3
| Поз | Команда              | І | В | Н | П | ГЗ | ГП | РГ  | О  | Кваліфікація або пониження |  | Німеччина | Нідерланди | Угорщина | Боснія і Герцеговина |
| --- | -------------------- | - | - | - | - | -- | -- | --- | -- | -------------------------- |  | --------- | ---------- | -------- | -------------------- |
| 1   | Німеччина            | 6 | 4 | 2 | 0 | 18 | 4  | +14 | 14 | Вихід у чвертьфінал        |  | —         | 1–0        | 5–0      | 7–0                  |
| 2   | Нідерланди           | 6 | 2 | 3 | 1 | 13 | 7  | +6  | 9  | Вихід у чвертьфінал        |  | 2–2       | —          | 4–0      | 5–2                  |
| 3   | Угорщина             | 6 | 1 | 3 | 2 | 4  | 11 | −7  | 6  | Плей-оф пониження          |  | 1–1       | 1–1        | —        | 0–0                  |
| 4   | Боснія і Герцеговина | 6 | 0 | 2 | 4 | 4  | 17 | −13 | 2  | Виліт в Лігу B             |  | 1–2       | 1–1        | 0–2      | —                    |

| 7 вересня 2024 20:45 |

| Німеччина                                                                   | 5–0      | Угорщина |
| --------------------------------------------------------------------------- | -------- | -------- |
| - Фюллькруг 27' - Мусіала 58' - Вірц 66' - Павлович 77' - Гаверц 81' (пен.) | Протокол |          |

| Меркур Шпіль-арена, Дюссельдорф Глядачів: 49 235 Арбітр: Клеман Тюрпен (Франція) |

| 7 вересня 2024 20:45 |

| Нідерланди                                                              | 5–2      | Боснія і Герцеговина        |
| ----------------------------------------------------------------------- | -------- | --------------------------- |
| - Зіркзе 13' - Рейндерс 45+2' - Гакпо 56' - Веггорст 88' - Сімонс 90+2' | Протокол | - Демирович 27' - Джеко 73' |

| Філіпс, Ейндговен Глядачів: 31 139 Арбітр: Донатас Румшас (Литва) |

| 10 вересня 2024 20:45 |

| Угорщина | 0–0      | Боснія і Герцеговина |
| -------- | -------- | -------------------- |
|          | Протокол |                      |

| Пушкаш-Арена, Будапешт Глядачів: 46 443 Арбітр: Марко Гвіда (Італія) |

| 10 вересня 2024 20:45 |

| Нідерланди                  | 2–2      | Німеччина                  |
| --------------------------- | -------- | -------------------------- |
| - Рейндерс 2' - Дюмфріс 50' | Протокол | - Ундав 38' - Кімміх 45+3' |

| Йоган Кройф Арена, Амстердам Глядачів: 50 109 Арбітр: Давіде Масса (Італія) |

| 11 жовтня 2024 20:45 |

| Угорщина     | 1–1      | Нідерланди    |
| ------------ | -------- | ------------- |
| - Шаллаї 32' | Протокол | - Дюмфріс 83' |

| Пушкаш-Арена, Будапешт Глядачів: 55 300 Арбітр: Лукас Фендріх (Швейцарія) |

| 11 жовтня 2024 20:45 |

| Боснія і Герцеговина | 1–2      | Німеччина        |
| -------------------- | -------- | ---------------- |
| - Джеко 70'          | Протокол | - Ундав 30', 36' |

| Билино Полє, Зениця Глядачів: 11 000 Арбітр: Франсуа Летексьє (Франція) |

| 14 жовтня 2024 20:45 |

| Боснія і Герцеговина | 0–2      | Угорщина                   |
| -------------------- | -------- | -------------------------- |
|                      | Протокол | - Собослаї 38', 50' (пен.) |

| Билино Полє, Зениця Глядачів: 8 329 Арбітр: Ентоні Тейлор (Англія) |

| 14 жовтня 2024 20:45 |

| Німеччина      | 1–0      | Нідерланди |
| -------------- | -------- | ---------- |
| - Левелінг 64' | Протокол |            |

| Альянц-Арена, Мюнхен Глядачів: 68 367 Арбітр: Славко Винчич (Словенія) |

| 16 листопада 2024 20:45 |

| Німеччина                                                                  | 7–0      | Боснія і Герцеговина |
| -------------------------------------------------------------------------- | -------- | -------------------- |
| - Мусіала 2' - Кляйндінст 23', 79' - Гаверц 37' - Вірц 50', 57' - Зане 66' | Протокол |                      |

| Європа-Парк-Штадіон, Фрайбург Глядачів: 28 143 Арбітр: Вассіліс Фотіас (Греція) |

| 16 листопада 2024 20:45 |

| Нідерланди                                                                 | 4–0      | Угорщина |
| -------------------------------------------------------------------------- | -------- | -------- |
| - Веггорст 21' (пен.) - Гакпо 45+12' (пен.) - Дюмфріс 64' - Копмейнерс 86' | Протокол |          |

| Йоган Кройф Арена, Амстердам Глядачів: 51 611 Арбітр: Хесус Хіль Мансано (Іспанія) |

| 19 листопада 2024 20:45 |

| Боснія і Герцеговина | 1–1      | Нідерланди   |
| -------------------- | -------- | ------------ |
| - Демирович 67'      | Протокол | - Броббі 24' |

| Билино Полє, Зениця Глядачів: 4 134 Арбітр: Аліяр Агаєв (Азербайджан) |

| 19 листопада 2024 20:45 |

| Угорщина                | 1–1      | Німеччина   |
| ----------------------- | -------- | ----------- |
| - Собослаї 90+9' (пен.) | Протокол | - Нмеча 76' |

| Пушкаш-Арена, Будапешт Глядачів: 53 212 Арбітр: Дує Струкан (Хорватія) |

### Група 4
| Поз | Команда   | І | В | Н | П | ГЗ | ГП | РГ | О  | Кваліфікація або пониження |  | Іспанія | Данія | Сербія | Швейцарія |
| --- | --------- | - | - | - | - | -- | -- | -- | -- | -------------------------- |  | ------- | ----- | ------ | --------- |
| 1   | Іспанія   | 6 | 5 | 1 | 0 | 13 | 4  | +9 | 16 | Вихід у чвертьфінал        |  | —       | 1–0   | 3–0    | 3–2       |
| 2   | Данія     | 6 | 2 | 2 | 2 | 7  | 5  | +2 | 8  | Вихід у чвертьфінал        |  | 1–2     | —     | 2–0    | 2–0       |
| 3   | Сербія    | 6 | 1 | 3 | 2 | 3  | 6  | −3 | 6  | Плей-оф пониження          |  | 0–0     | 0–0   | —      | 2–0       |
| 4   | Швейцарія | 6 | 0 | 2 | 4 | 6  | 14 | −8 | 2  | Виліт в Лігу B             |  | 1–4     | 2–2   | 1–1    | —         |

| 5 вересня 2024 20:45 |

| Данія                        | 2–0      | Швейцарія |
| ---------------------------- | -------- | --------- |
| - Доргу 82' - Гейб'єрг 90+2' | Протокол |           |

| Паркен, Копенгаген Глядачів: 26 024 Арбітр: Даніель Зіберт (Німеччина) |

| 5 вересня 2024 20:45 |

| Сербія | 0–0      | Іспанія |
| ------ | -------- | ------- |
|        | Протокол |         |

| Стадіон ім. Райко Митича, Белград Глядачів: 29 981 Арбітр: Сердар Гезюбююк (Нідерланди) |

| 8 вересня 2024 18:00 |

| Данія                        | 2–0      | Сербія |
| ---------------------------- | -------- | ------ |
| - Гренбек 36' - Поульсен 61' | Протокол |        |

| Паркен, Копенгаген Глядачів: 34 902 Арбітр: Кріс Кавана (Англія) |

| 8 вересня 2024 20:45 |

| Швейцарія    | 1–4      | Іспанія                                     |
| ------------ | -------- | ------------------------------------------- |
| - Амдуні 41' | Протокол | - Хоселу 4' - Руїс 13', 77' - Ф. Торрес 80' |

| Стад де Женев, Женева Глядачів: 26 265 Арбітр: Ірфан Пельто (Боснія і Герцеговина) |

| 12 жовтня 2024 20:45 |

| Сербія                              | 2–0      | Швейцарія |
| ----------------------------------- | -------- | --------- |
| - Ельведі 45+1' (аг) - Митрович 61' | Протокол |           |

| Дубочица, Лесковац Глядачів: 6 383 Арбітр: Сімоне Соцца (Італія) |

| 12 жовтня 2024 20:45 |

| Іспанія       | 1–0      | Данія |
| ------------- | -------- | ----- |
| Субіменді 79' | Протокол |       |

| Нуева-Кондоміна, Мурсія Глядачів: 29 870 Арбітр: Іван Кружляк (Словаччина) |

| 15 жовтня 2024 20:45 |

| Іспанія                              | 3–0      | Сербія |
| ------------------------------------ | -------- | ------ |
| - Лапорт 5' - Мората 65' - Баена 77' | Протокол |        |

| Нуево Арканхель, Кордова Арбітр: Даніель Стефаньський (Польща) |

| 15 жовтня 2024 20:45 |

| Швейцарія                           | 2–2      | Данія                       |
| ----------------------------------- | -------- | --------------------------- |
| - Фройлер 26' - Амдуні 45+1' (пен.) | Протокол | - Ісаксен 27' - Еріксен 69' |

| Кібунпарк, Санкт-Галлен Арбітр: Халіл Умут Мелер (Туреччина) |

| 15 листопада 2024 20:45 |

| Данія         | 1–2      | Іспанія                     |
| ------------- | -------- | --------------------------- |
| - Ісаксен 84' | Протокол | - Оярсабаль 15' - Перес 58' |

| Паркен, Копенгаген Глядачів: 36 985 Арбітр: Раде Обренович (Словенія) |

| 15 листопада 2024 20:45 |

| Швейцарія    | 1–1      | Сербія       |
| ------------ | -------- | ------------ |
| - Амдуні 78' | Протокол | - Терзич 88' |

| Летцигрунд, Цюрих Глядачів: 21 115 Арбітр: Клеман Тюрпен (Франція) |

| 18 листопада 2024 20:45 |

| Сербія | 0–0      | Данія |
| ------ | -------- | ----- |
|        | Протокол |       |

| Дубочица, Лесковац Глядачів: 7 295 Арбітр: Фелікс Цваєр (Німеччина) |

| 18 листопада 2024 20:45 (19:45 UTC+0) |

| Іспанія                                       | 3–2      | Швейцарія                          |
| --------------------------------------------- | -------- | ---------------------------------- |
| - Піно 32' - Хіль 68' - Сарагоса 90+3' (пен.) | Протокол | - Монтейру 63' - Зечірі 85' (пен.) |

| Еліодоре Родрігес Лопес, Санта-Крус-де-Тенерифе Глядачів: 21 204 Арбітр: Бастіан Данкерт (Німеччина) |

## Чвертьфінали
| Команда 1  | Заг. Tooltip Aggregate score | Команда 2  | 1-й матч | 2-й матч |
| ---------- | ---------------------------- | ---------- | -------- | -------- |
| Нідерланди | 5–5 (пен. 4–5)               | Іспанія    | 2–2      | 3–3      |
| Хорватія   | 2–2 (пен. 4–5)               | Франція    | 2–0      | 0–2      |
| Данія      | 3–5                          | Португалія | 1–0      | 2–5 (дч) |
| Італія     | 4–5                          | Німеччина  | 1–2      | 3–3      |

### Матчі
| 20 березня 2025 20:45 |

| Нідерланди             | 2–2      | Іспанія                 |
| ---------------------- | -------- | ----------------------- |
| Гакпо 28' Рейндерс 46' | Протокол | Вільямс 9' Меріно 90+3' |

| Де Кейп, Роттердам Глядачів: 42,003 Арбітр: Гленн Нюберг (Швеція) |

| 23 березня 2025 20:45 |

| Іспанія                                            | 3–3      | Нідерланди                                               |
| -------------------------------------------------- | -------- | -------------------------------------------------------- |
| - Оярсабаль 8' (пен.), 67' - Ямаль 103'            | Протокол | - Депай 54' (пен.) - Матсен 79' - Сімонс 109' (пен.)     |
|                                                    | Пенальті |                                                          |
| - Меріно - Торрес - Гарсія - Ямаль - Баена - Педрі | 5–4      | - ван Дейк - Копмейнерс - Сімонс - Ланг - Тейлор - Мален |

| Месталья, Валенсія Глядачів: 48 082 Арбітр: Клеман Тюрпен (Франція) |

| 20 березня 2025 20:45 |

| Хорватія                  | 2–0      | Франція |
| ------------------------- | -------- | ------- |
| Будимир 26' Перишич 45+1' | Протокол |         |

| Полюд, Спліт Глядачів: 30 551 Арбітр: Еспен Ескос (Норвегія) |

| 23 березня 2025 20:45 |

| Франція                                                              | 2–0      | Хорватія                                                              |
| -------------------------------------------------------------------- | -------- | --------------------------------------------------------------------- |
| - Олізе 52' - Дембеле 80'                                            | Протокол |                                                                       |
|                                                                      | Пенальті |                                                                       |
| - Мбаппе - Чуамені - Кунде - Коло Муані - Ернандес - Дуе - Упамекано | 5–4      | - Батурина - Моро - Іванович - Пашалич - Якич - Чалета-Цар - Станішич |

| Стад-де-Франс, Сен-Дені Глядачів: 77 502 Арбітр: Майкл Олівер (Англія) |

| 20 березня 2025 20:45 |

| Данія       | 1–0      | Португалія |
| ----------- | -------- | ---------- |
| Гойлунн 78' | Протокол |            |

| Паркен, Копенгаген Глядачів: 36 322 Арбітр: Ірфан Пельто (Боснія і Герцеговина) |

| 23 березня 2025 20:45 (19:45 UTC+0) |

| Португалія                                                        | 5–2 дч   | Данія                          |
| ----------------------------------------------------------------- | -------- | ------------------------------ |
| - Андерсен 38' (аг) - Роналду 72' - Трінкан 86', 91' - Рамуш 115' | Протокол | - Крістенсен 56' - Еріксен 76' |

| Жозе Алваладе, Лісабон Глядачів: 47 123 Арбітр: Славко Винчич (Словенія) |

| 20 березня 2025 20:45 |

| Італія    | 1–2      | Німеччина                  |
| --------- | -------- | -------------------------- |
| Тоналі 9' | Протокол | Кляйндінст 49' Горецка 76' |

| Сан-Сіро, Мілан Глядачів: 60 334 Арбітр: Франсуа Летексьє (Франція) |

| 23 березня 2025 20:45 |

| Німеччина                                          | 3–3      | Італія                                  |
| -------------------------------------------------- | -------- | --------------------------------------- |
| - Кімміх 30' (пен.) - Мусіала 36' - Кляйндінст 45' | Протокол | - Кен 49', 69' - Распадорі 90+5' (пен.) |

| Вестфаленштадіон, Дортмунд Глядачів: 64 762 Арбітр: Шимон Марциняк (Польща) |

## Фінал чотирьох Ліги націй УЄФА

### Сітка
|  | Півфінали           | Півфінали          |  |  | Фінал | Фінал |
|  |                     |                    |  |  |       |       |
|  | 4 червня – Мюнхен   |                    |  |  |       |       |
|  |                     |                    |  |  |       |       |
|  | Німеччина           |                    |  |  |       |       |
|  | 8 червня – Мюнхен   |                    |  |  |       |       |
|  | Португалія          |                    |  |  |       |       |
|  | Переможець Матчу 1  |                    |  |  |       |       |
|  | 5 червня – Штутгарт |                    |  |  |       |       |
|  |                     | Переможець Матчу 2 |  |  |       |       |
|  | Іспанія             |                    |  |  |       |       |
|  |                     |                    |  |  |       |       |
|  | Франція             |                    |  |  |       |       |
|  | Матч за 3-тє місце  |                    |  |  |       |       |
|  |                     |                    |  |  |       |       |
|  | 8 червня – Штутгарт |                    |  |  |       |       |
|  |                     |                    |  |  |       |       |
|  | Невдаха Матчу 1     |                    |  |  |       |       |
|  |                     |                    |  |  |       |       |
|  | Невдаха Матчу 2     |                    |  |  |       |       |

### 1/2 фіналу
| 4 червня 2025 20:45 |

| Німеччина | —        | Португалія |
| --------- | -------- | ---------- |
|           | Протокол |            |

| Альянц-Арена, Мюнхен |

| 5 червня 2025 20:45 |

| Іспанія | —        | Франція |
| ------- | -------- | ------- |
|         | Протокол |         |

| МХП-Арена, Штутгарт |

### Матч за 3-тє місце
| 8 червня 2025 15:00 |

| Невдаха Матчу 1 | —        | Невдаха Матчу 2 |
| --------------- | -------- | --------------- |
|                 | Протокол |                 |

| МХП-Арена, Штутгарт |

### Фінал
| 8 червня 2025 20:45 |

| Переможець Матчу 1 | —        | Переможець Матчу 2 |
| ------------------ | -------- | ------------------ |
|                    | Протокол |                    |

| Альянц-Арена, Мюнхен |

## Проміжний загальний рейтинг
| Рей | Груп | Команда              | І | В | Н | П | ГЗ | ГП | РГ  | О  |
| --- | ---- | -------------------- | - | - | - | - | -- | -- | --- | -- |
| 1   | A4   | Іспанія              | 6 | 5 | 1 | 0 | 13 | 4  | +9  | 16 |
| 2   | A3   | Німеччина            | 6 | 4 | 2 | 0 | 18 | 4  | +14 | 14 |
| 3   | A1   | Португалія           | 6 | 4 | 2 | 0 | 13 | 5  | +8  | 14 |
| 4   | A2   | Франція              | 6 | 4 | 1 | 1 | 12 | 6  | +6  | 13 |
|     |      |                      |   |   |   |   |    |    |     |    |
| 5   | A2   | Італія               | 6 | 4 | 1 | 1 | 13 | 8  | +5  | 13 |
| 6   | A3   | Нідерланди           | 6 | 2 | 3 | 1 | 13 | 7  | +6  | 9  |
| 7   | A4   | Данія                | 6 | 2 | 2 | 2 | 7  | 5  | +2  | 8  |
| 8   | A1   | Хорватія             | 6 | 2 | 2 | 2 | 8  | 8  | 0   | 8  |
|     |      |                      |   |   |   |   |    |    |     |    |
| 9   | A1   | Шотландія            | 6 | 2 | 1 | 3 | 7  | 8  | −1  | 7  |
| 10  | A4   | Сербія               | 6 | 1 | 3 | 2 | 3  | 6  | −3  | 6  |
| 11  | A3   | Угорщина             | 6 | 1 | 3 | 2 | 4  | 11 | −7  | 6  |
| 12  | A2   | Бельгія              | 6 | 1 | 1 | 4 | 6  | 9  | −3  | 4  |
|     |      |                      |   |   |   |   |    |    |     |    |
| 13  | A1   | Польща               | 6 | 1 | 1 | 4 | 9  | 16 | −7  | 4  |
| 14  | A2   | Ізраїль              | 6 | 1 | 1 | 4 | 5  | 13 | −8  | 4  |
| 15  | A4   | Швейцарія            | 6 | 0 | 2 | 4 | 6  | 14 | −8  | 2  |
| 16  | A3   | Боснія і Герцеговина | 6 | 0 | 2 | 4 | 4  | 17 | −13 | 2  |

## Фінальний загальний рейтинг
| Рей | Команда                                    | П/П  |
| --- | ------------------------------------------ | ---- |
| 1   | Переможець фіналу Ліги націй УЄФА 2025     |      |
| 2   | Друге місце фіналу Ліги націй УЄФА 2025    |      |
| 3   | Третє місце фіналу Ліги націй УЄФА 2025    |      |
| 4   | Четверте місце фіналу Ліги націй УЄФА 2025 |      |
|     |                                            |      |
| 5   | Італія                                     |      |
| 6   | Нідерланди                                 |      |
| 7   | Данія                                      |      |
| 8   | Хорватія                                   |      |
|     |                                            |      |
| 9   | Сербія                                     | *    |
| 10  | Бельгія                                    | *    |
| 11  | Англія                                     | Rise |
| 12  | Норвегія                                   | Rise |
| 13  | Уельс                                      | Rise |
| 14  | Чехія                                      | Rise |
| 15  | Греція                                     | *    |
| 16  | Туреччина                                  | *    |